# Emmanuel Lubezki
Emmanuel Lubezki Morgenstern (født 30. november 1964) er mexikansk filmfotograf. Han har 3 Oscar-priser for bedste fotografering, som vandt modtog 3 gange i træk for Gravity, Birdman og The Revenant.